# Lena Endre
Lena Endre, née le 8 juillet 1955 à Lidingö, est une actrice suédoise.

## Biographie
Léna Endre est née à Lidingö, dans le comté de Stockholm, de Beryl (née Forsman) et Ants Endre ; elle a deux frères et a grandi à Härnösand, en Ångermanland, et à Trollbäcken, dans le Tyresö. Au départ, elle étudie la biologie marine avant d'abandonner ses études pour travailler dans un magasin de disques ; elle fait du théâtre amateur à cette époque. En 1979, elle fait partie des troupes de théâtre Teater Sputnik et Theatre Studio d'Inge Waern. En 1983, elle est admise à l'Académie des arts du spectacle de Stockholm.
Endre est diplômée de l'Académie des arts du spectacle de Stockholm en 1986 et a fait ses débuts dans les séries télévisées suédoises The Department Store et Lorry dans les années 1980. Elle a quitté la distribution de The Department Store après s'être identifiée trop étroitement à son personnage. Endre a été engagée par le Théâtre dramatique royal en 1987. Avant son rôle dans The Department Store, elle a joué un petit rôle dans le film The Inside Man en 1984.
Depuis, elle a joué dans un certain nombre de productions télévisées et cinématographiques, principalement en Suède et en Norvège.
Elle est connue pour son rôle dans le film de Liv Ullmann Trolösa (2000), ainsi que pour son rôle de Katarina, l'intérêt amoureux de Wallander dans la deuxième série télévisée du même nom. Endre est également apparue dans deux films du réalisateur danois Simon Staho, Dag och Natt (2004) et Himlens Hjärta (2008), pour lesquels elle a été nommée comme meilleure actrice principale aux prix du cinéma suédois, « Guldbagge ». Plus récemment, Endre a interprété le personnage « d'Erika Berger », rédactrice en chef du périodique d'investigation Millenium dans la trilogie de films Millénium, La Fille qui rêvait d'un bidon d'essence et d'une allumette et La Reine dans le palais des courants d'air (tous 2009), basés sur le trio éponyme de livres de Stieg Larsson.
Endre débute en langue anglaise dans le film The Master de Paul Thomas Anderson, aux côtés de Joaquin Phoenix, Philip Seymour Hoffman, Amy Adams et Laura Dern.
Elle obtient en 2003 le prix Amanda de la meilleure actrice.

## Filmographie
- 1988 : Besökarna

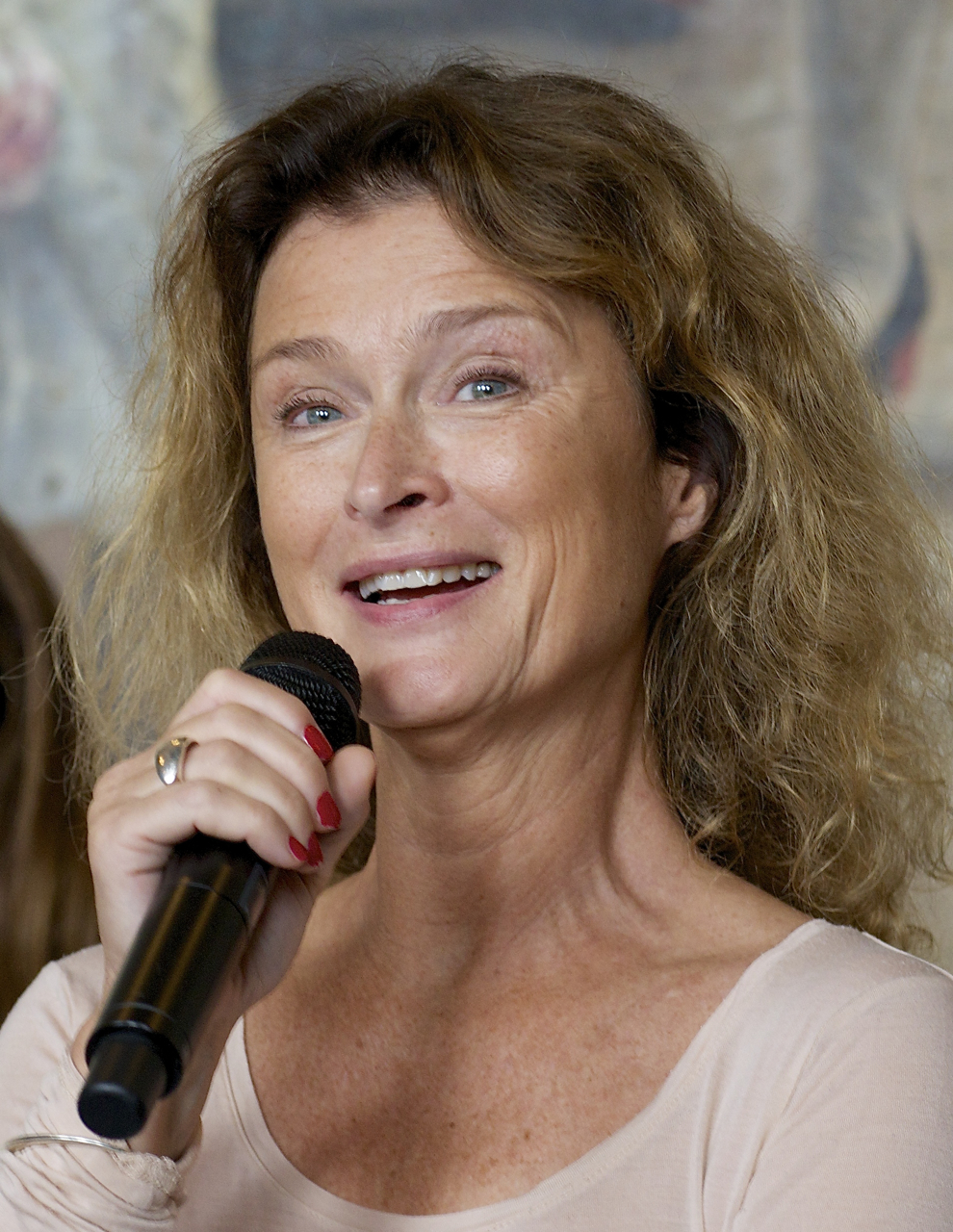
Lena Endre en août 2014.

- 1992 : Les Meilleures Intentions (Den Goda viljan)
- 1992 : Les Enfants du dimanche (Söndagsbarn)
- 1994 : Yrrol
- 1995 : Kristin Lavransdatter
- 1996 : Jerusalem
- 1997 : Ogifta par - en film som skiljer sig
- 1997 : In the Presence of a Clown (Larmar och gör sig till) (téléfilm)
- 1998 : Ögat
- 2000 : Infidèle (Trolösa)
- 2000 : Gossip
- 2002 : Musikk for bryllup og begravelser
- 2002 : Alla älskar Alice
- 2004 : Dag och natt
- 2004 : Le Pire des adieux (Lad de små børn...) de Paprika Steen
- 2006 : Göta Kanal 2 - Kanalkampen
- 2008 : Himlens Hjärta
- 2009 : Millénium : Erika Berger
- 2009 : Millénium 2 : La Fille qui rêvait d'un bidon d'essence et d'une allumette : Erika Berger
- 2009 : Millénium 3 : La Reine dans le palais des courants d'air : Erika Berger
- 2009 : Angel
- 2009 - 2010 : Wallander : enquêtes criminelles (série télévisée) : Katarina Ahlsell
- 2011 : Kyss mig
- 2012 : Coacherna (sv)
- 2012 : The Master de Paul Thomas Anderson
- 2013 : Echoes from the Dead
- 2015 : Acquitté
- 2017 : Kingsman : Le Cercle d'or (Kingsman: The Golden Circle) de Matthew Vaughn : la reine de Suède
- 2020 : Enfer blanc